# Young, Rich & Dangerous
Young, Rich & Dangerous es el tercer y último álbum del de Hip Hop Kris Kross, 
compuesto por Chris "Mac Daddy" Kelly and Chris "Daddy Mac" Smith. El álbum salió a la venta el 9 de enero de 1996.

## Información del álbum
EL álbum está producido íntegramente por Jermaine Dupri, el cual fue el protector del dúo durante toda su carrera. En esta ocasión Kris Kross fueron fichado por JD para su nueva productora So So Def. Después de que el álbum saliera a la luz se lanzaron dos singles, el primero fue "Tonite's tha Night" y el segundo fue "Live and Die for Hip-Hop" con JD, Da Brat, Aaliyah & Mr. Black. Aunque el álbum recibió críticas positivas, no fue tan exitoso comercialmente. El álbum alcanzó la posición #15 en la lista de los Estados Unidos y fue certificado oro.

## Lista de canciones
| #  | Título                      | Colaborador                                  | Duración |
| -- | --------------------------- | -------------------------------------------- | -------- |
| 1  | "Some Cut Up"               | —                                            | 1:45     |
| 2  | "When the Homies Show Up"   | —                                            | 1:31     |
| 3  | "Tonite's tha Night"        | —                                            | 3:16     |
| 4  | "Interview"                 | —                                            | 0:39     |
| 5  | "Young, Rich and Dangerous" | —                                            | 3:50     |
| 6  | "Live and Die for Hip Hop"  | Da Brat, Aaliyah, Jermaine Dupri & Mr. Black | 3:43     |
| 7  | "Money, Power and Fame"     | Chris Terry                                  | 3:48     |
| 8  | "It's a Group Thang"        | —                                            | 0:51     |
| 9  | "Mackin' Ain't Easy"        | —                                            | 2:58     |
| 10 | "Da Streets Ain't Right"    | —                                            | 3:00     |
| 11 | "Hey Sexy"                  | Chris Terry                                  | 3:40     |
| 12 | "Tonite's tha Nite (Remix)" | Redman                                       | 3:41     |

## Personal
- Chris "Mac Daddy" Kelly & Chris "Daddy Mac" Smith – Vocales
- Redman – Vocales
- Chris Terry – Vocales
- Da Brat – Vocales
- Aaliyah – Vocales
- Jermaine Dupri – Vocales/producción
- Mr. Black – Vocales